# Ånns station
Ånns station är en trafikplats i Ånn på Mittbanan, cirka 137 kilometer från Östersunds centralstation i riktning Storlien.

## Historik
Stationen, eller rättare sagt trafikplatsen, öppnades den 17 oktober 1881 och ligger centralt i Ånn längs E14. År 1943 moderniserades expeditionslokalerna och väntsalen. År 2020 var endast väntsalen i byggnadens nedre del öppen för allmänheten.